# 勇者鬥惡龍系列
勇者斗恶龙是由堀井雄二及其工作室Armor Project开发的电子角色扮演游戏（RPG）系列。系列在日本由史克威尔艾尼克斯（原艾尼克斯）发行，而在日本以外多由任天堂发行。系列第一作发行于1986年，至今除了十一部本傳作品外，還有诸多衍生游戏，此外還有著多數以本系列世界觀為中心的漫画作品。系列發展下引入很多遊戲元素，並對後續的RPG开发產生重大影响。系列遊戲曾在MSX、紅白機、超级任天堂、Game Boy Color、Game Boy Advance、任天堂DS、任天堂3DS、PlayStation、PlayStation 2、Wii、Wii U、任天堂Switch、Windows及多個平台上发行。每部勇者斗恶龙本傳都有相關交響樂原声碟發行；同时勇者鬥惡龍也是首个被改编为真人芭蕾舞的電子遊戲系列。为避免和桌上角色扮演游戏《DragonQuest》产生商标冲突，勇者斗恶龙系列早期游戏在北美以“Dragon Warrior”为题发行，這一名稱直到2002年艾尼克斯在美国注册“Dragon Quest”商标后才棄用。
大多数勇者斗恶龙作品的基本設定是玩家扮演勇者，展开从邪恶的強敵手中拯救世界的冒险，多數遊戲還有一组和勇者同行的队员。系列大多数遊戲和衍生作品使用共同的要素——回合制战斗、不断遇敌（敵人如系列吉祥物史莱姆）、文字制菜单系统、和（本传中）直到《勇者斗恶龙IX》发行前的随机遇敌。勇者鬥惡龍的主要开发人员包括堀井雄二（创作者）、鸟山明（角色设计）和椙山浩一（作曲），這也是少数主要开发人员保持稳定的长寿电子游戏系列之一（隨著椙山浩一和鸟山明已逝世，目前官方未公怖遊戲作曲和角色設計的繼任者）。首部游戏的理念借鉴自西方RPG巫术和创世纪，這一理念也在續作中延續下去。遊戲採用大量直观的设计，以便让玩家轻松地开始游戏。
系列在日本获得商业和评论的成功，每部本传游戏在日本的销量均逾100万，系列被日本媒体封為“日本国民的RPG”。截至2020年全系列的世界累計出貨數與下載版合計已超過8,200萬份。系列也对之后日式RPG的发展产生很大影响。

## 作品

### 游戏

#### 本传
| 1986 | 勇者斗恶龙                          |
| 1987 | II 恶灵的众神                       |
| 1988 | III 接著邁向傳說                    |
| 1989 |                                     |
| 1990 | IV 被引导的人们                     |
| 1991 |                                     |
| 1992 | V 天空的新娘                        |
| 1993 |                                     |
| 1994 |                                     |
| 1995 | VI 幻之大地                         |
| 1996 |                                     |
| 1997 |                                     |
| 1998 |                                     |
| 1999 |                                     |
| 2000 | VII 伊甸的战士们                    |
| 2001 |                                     |
| 2002 |                                     |
| 2003 |                                     |
| 2004 | VIII 天空、碧海、大地与被诅咒的公主 |
| 2005 |                                     |
| 2006 |                                     |
| 2007 |                                     |
| 2008 |                                     |
| 2009 | IX 星空的守护者                     |
| 2010 |                                     |
| 2011 |                                     |
| 2012 | X 觉醒的五种族 Online               |
| 2013 |                                     |
| 2014 |                                     |
| 2015 |                                     |
| 2016 |                                     |
| 2017 | XI 尋覓逝去的時光                   |
| 2018 |                                     |
| 2019 |                                     |
| 2020 |                                     |
| 2021 |                                     |
| 2022 |                                     |
| 2023 |                                     |
| 2024 |                                     |
| 待定 | XII 被選中的命運之炎（暫譯）        |

勇者斗恶龙前四作在日本与北美FC游戏机/NES平台發行。前两作的FC版后又移植于日本MSX平台；前四部游戏都有新平台重制版。《勇者斗恶龙》于1986年5月27日在日本首发，并于1989年8月在北美以“Dragon Warrior”为名发行。《勇者斗恶龙II 恶灵的众神》于1987年在日本发行，1990年以“Dragon Warrior II”为名在北美發行。《勇者斗恶龙III 传说的开始》于1989年在日本发行，1992年以“Dragon Warrior III”为名在北美發行。前三部游戏在超级任天堂和Game Boy Color平台重制。《勇者斗恶龙IV 被引导的人们》于1990年在日本发行，1992年以“Dragon Warrior IV”为名在北美發行。PlayStation《勇者斗恶龙IV》重制版于2001年在日本发行，其曾计划在北美上市但终未发行。任天堂DS《勇者斗恶龙IV》重制版在于北美、欧洲和澳洲市场发行，游戏标题翻译了日版名副标题，其中欧洲版名移除了作品标题中的编号。
有两部作品发行于超级任天堂，分别是1992年的《勇者斗恶龙V 天空的新娘》和1995年的《勇者斗恶龙VI 幻之大地》；两作都曾在新系统再发行。《勇者斗恶龙V》最早曾有计划在北美發行，传言称计划因艾尼克斯已放弃北美市场而取消，但官方没有给出任何原因。《勇者斗恶龙V》任天堂DS重制版还在北美、欧洲和澳洲版发行，欧洲和澳洲版名称再度移除编号。有一款游戏发行于PlayStation，即2000年在日本发行的《勇者斗恶龙VII 伊甸的战士们》；游戏2001年在北美發行时名为“Dragon Warrior VII”。《勇者斗恶龙VIII 天空、碧海、大地与被诅咒的公主》于2004年在日本PlayStation 2平台发行，2005年在北美發行，2006年在欧洲和澳大利亚发行；游戏以在北美發行时名为“Dragon Quest VIII: Journey of the Cursed King”，欧洲版再次取消了美版名标题的编号。《勇者斗恶龙VIII》是首个在欧洲发行的本传游戏。《勇者斗恶龙IX 星空的守护者》是系列唯一在任天堂DS平台首发的游戏，其于2009年在日本发行，2010年在北美、欧洲和澳大利亚发行。《勇者斗恶龙X 觉醒的五种族 Online》是一款大型多人在线角色扮演游戏，于2012年8月在日本Wii平台发行，之后又在多款平台发行。《勇者鬥惡龍XI 尋覓逝去的時光》于2017年7月在日本任天堂3DS和PlayStation 4平台发行，2019年9月27日在任天堂Switch發售加強版本，追加日文配音語音並支援繁簡中文。
2024年5月27日，在《勇者斗恶龙》首部作品38年后，史克威尔艾尼克斯公布了疑似《勇者斗恶龙III》 HD-2D重制版的更多消息，本作预定登陆Microsoft Windows（微软商店、Steam同步发售）、任天堂Switch、PlayStation 5、Xbox Series X/S平台。同年6月18日播出的任天堂直面会节目中确认本作将于2024年11月14日发售，《勇者斗恶龙1+2》 HD-2D重制版则会在2025年推出，同样登陆Microsoft Windows（微软商店、Steam同步发售）、任天堂Switch、PlayStation 5、Xbox Series X/S平台。

#### 衍生作品
系列有包括PRG勇者斗恶龙怪兽系列在内的数个衍生游戏。系列还有官方授权的街机游戏，如日本的《勇者斗恶龙 怪兽战斗之路》。在该游戏中，玩家将印有怪兽数据的实体卡片插入街机前方卡槽中即可对战。不可思议迷宫系列和富豪街系列使用了勇者斗恶龙游戏中的角色和其他元素，而不可思议迷宫系列也发展成为了自己的系列。
在1993年，Chunsoft开发了roguelike游戏《特鲁尼克大冒险 不可思议迷宫》——一款超级任天堂平台游戏，其使用在《勇者斗恶龙IV》中首次登场的角色特鲁尼克。《特鲁尼克大冒险》游戏延续了特鲁尼克在《勇者斗恶龙IV》之后的情节，讲述了他为的商店成名而冒险进入不可思议迷宫，为商店进货的故事。游戏在日本获得了成功。2000年的后传《特鲁尼克大冒险2 不可思议迷宫》在日本和北美發售，游戏玩法和前作相似，但评论认为较其前作更为简单。游戏在日本充足的销量使Chunsoft继续在PlayStation 2上开发了第二部后传《特鲁尼克大冒险3 不可思议迷宫》。第二部和第三部特鲁尼克游戏都在Game Boy Advance上重制。再之后的游戏以《勇者斗恶龙VIII》首次出现的杨格斯为主角；《勇者斗恶龙 少年杨格斯与不可思议迷宫》讲述了杨格斯在遇见《勇者斗恶龙VIII》勇者之前的冒险。特鲁尼克大冒险的成功使得其他系列也有了不可思议迷宫作品，此外还有其它克隆品。
当艾尼克斯接手大富翁型电子游戏《富豪街》时，勇者斗恶龙系列成为游戏第二版《富豪街2 玫瑰色的霓虹灯》中不可分割的一部分。由ASCII发行的首作《富豪街》没有任何勇者斗恶龙系列中的元素。系列第四部游戏《勇者斗恶龙&最终幻想在富豪街 特别版》使用了最终幻想系列的角色，随后的版本中还使用了马里奥系列的角色。
如同本传系列，勇者斗恶龙怪兽系列早期在北美發行时也以“Dragon Warrior”为名。《勇者斗恶龙怪兽篇》的续作《勇者斗恶龙怪兽篇2》是唯一分为两个版本的游戏，其根据主玩家角色的名字分为“鲁卡的旅程”和“伊尔的冒险”两个版本，两版有包括登场怪兽在内的少量不同。《勇者斗恶龙怪兽篇 旅团之心》是《勇者斗恶龙VII》的前传，在游戏故事中，《勇者斗恶龙VII》的主基法被拉入《勇者斗恶龙II》世界，并为回到原来的世界而寻找洛特的六颗宝珠。《勇者斗恶龙怪兽篇Joker》是第一部在英文区以“Dragon Quest”为名的衍生作品；其续作《勇者斗恶龙怪兽篇Joker2》于2011年9月19日在北美發行。此外日本还有两部移动电话游戏《勇者斗恶龙怪兽篇 通缉！》和《勇者斗恶龙 怪物仙境 Super Light》发行。
另一个衍生作品《元气史莱姆 冲击尾巴团》以系列中受欢迎的史莱姆为主角，其续作《元气史莱姆2 大战车与尾巴团》被本地化为英文版，第三部游戏《元气史莱姆3 大海盗与尾巴团》在日本任天堂3DS平台发行。
勇者斗恶龙有一些其它衍生遊戲。其中有两个游戏需要玩家挥动剑形特殊控制器砍敌人和目标：《剑神勇者斗恶龙 苏醒的传说之剑》是一部独立游戏，其包括剑形控制器和内部装有游戏硬件的玩具盾；而Wii平台的《勇者斗恶龙神剑 假面女王与镜之塔》则使用动作感应的Wii遥控器作剑。此外还有一个通过DSiWare下载的回合制策略游戏《勇者斗恶龙大战》。计划发行的游戏还有PlayStation 4版的《勇者斗恶龙 英雄集结 暗龙与世界树之城》和任天堂3DS的《勇者斗恶龙 节奏剧场》。

### 相关媒体
从1988年发行的《游戏书 勇者斗恶龙III》开始，系列作品就扩展到其它类型媒体上。系列自发行以来已包括一系列游戏改编作品，包括动画、小说、漫画和電影等。

#### 书籍
1988年12月23日，首个改編遊戲書出版，當時发行了两卷《勇者斗恶龙III》改编小说。在这些作品成功后，艾尼克斯将遊戲書扩展到整个系列，并开始按情节顺序发行第一部游戏的改编品。艾尼克斯改编了前七部本传作品以及《特鲁尼克不可思议迷宫》。这些作品以第二人称视角编写，即由读者决定下一步的行动，同时故事有多重结局。
其它作品包括1989年的出版的《勇者斗恶龙 怪兽物语》、《勇者斗恶龙 道具物语》、勇者斗恶龙完美收藏系列的首刊《勇者斗恶龙完美收集收藏1990》，以及和高屋敷英夫的两卷勇者斗恶龙小说等。勇者斗恶龙小说由不同的作家编写：前三部游戏由高屋创作，共计四卷；接下来三部游戏由久美沙织创作，共计十卷；《勇者斗恶龙VII》由衛藤浩幸创作，共计三卷。这些作品之后进行了再版，其中2004年再版的《新书 小说勇者斗恶龙VII》配有鸟居大界的插画。此外另有一些独立作品和有声读物作品出版。

#### 漫画
勇者斗恶龙漫画最早于1989年在《周刊少年Jump》上开始出版。以勇者斗恶龙世界为基础，三条陆的《勇者鬥惡龍 達伊的大冒險》以“迪魯巴！伊魯伊魯！”为名创作了两章短篇。其成功又使创作了三章续篇《达伊爆发！！！》，并为随后的37卷连载打下了框架。漫画有在中文区翻译发行，而在西班牙文、法文、意大利文、葡萄牙文和阿拉伯文时翻译标题为“Fly”。
系列还有其它游戏改编漫画发行。长期连载的有《月刊少年Gangan》的《勇者斗恶龙列传 洛特的纹章》、《伊甸的战士们》和《幻之大地》。《洛特的纹章》由小柳顺治和川又千秋编剧，藤原神居作画，于1991年至1997年间连载21卷。2004年《少年Gangan》刊载了迷你连载《洛特的纹章Returns》，之后漫画还发行了后传《纹章的的继承者们》。这些漫画情节设定于《勇者斗恶龙III》和《勇者斗恶龙》故事间。由藤原作画的11卷连载《伊甸的战士们》改编自《勇者斗恶龙VII》，而情节上做了些小变化。改编自《勇者斗恶龙VI》的10卷漫画《幻之大地》也为游戏情节加入了一些新元素。
勇者斗恶龙还有其它几部游戏游戏改编连载、一些官方四格漫画，以及关于初代《勇者斗恶龙》制作的漫画。单卷漫画《勇者斗恶龙之路》是由艾尼克斯出版，石森制作出品，讲述《勇者斗恶龙》创作的漫画。其以系列创作者为主题，并以堀井雄二、中村光一（主程序师）、椙山浩一、鸟山明和千田幸信（出品人）为主角。

#### 动画
1989年12月，由堀井雄二监制的43集动画《勇者斗恶龙》开始放映。动画零散的使用了《勇者斗恶龙III》的元素——一些角色相似，但世界更小且大陆形状也不同。动画曾因资金问题而中止放送，但随着新相关作品的发行而继续播放。动画前13集由Saban Entertainment翻译为英文并配以标题“Dragon Warrior: Legend of the Hero Abel”，由于播放时段过早，以及鸟山明起诉没有计入他为角色设计所做工作，该剧没有在北美恢复放映。
漫画《達伊的大冒險》的成功使其由东映动画改编为电视动画，并于1991年10月17日至1992年9月24日间在日本播映。动画连续剧一共46集，此外另有三部电影。
1996年4月20日，日本放映了电影《勇者斗恶龙列传 洛特的纹章》。
2019年12月Jump Festa發布了勇者鬥惡龍 達伊的大冒險的重製版動畫將於2020年秋季播映，且會由史克威爾艾尼克斯開發新作遊戲。 

#### 電影
2019年8月2日日本上映《勇者鬥惡龍 你的故事》3D動畫電影。

## 通用要素

### 遊戲性

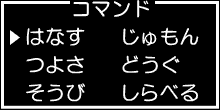
勇者鬥惡龍系列使用了文字制選單系統

在大多数勇者斗恶龙游戏中，玩家将控制一行角色行走于地圖上；或于城镇中购买武器、防具和道具，或于城镇之外——即世界地图和迷宫中——击败怪兽。系列使用了诅咒道具、節約资源才能成功挑戰的迷宫，以及困难的头目战。在大多数游戏中，战斗以随机遇敌形式发生，多數遊戲的战斗形式為第一人称菜单制；当队伍遇到怪兽时，屏幕将会切换视角，并透過菜单给出玩家几个行動选项。玩家可以從菜单中选择通過武器、魔法或其它道具来攻击或消灭怪兽，也可以试图逃离战斗（但头目战角色不能逃离）。當队伍在战斗中击败怪兽获得胜利后，队员們就能得到升级所需的经验值和可用來購買道具的金錢；当角色升级时，其能力值将会提升。除了經驗值和金錢，戰鬥勝利后偶尔还能得到掉落的道具，其将自动放入玩家的道具栏中。
在大多数勇者斗恶龙游戏中，玩家必须通過和教堂中的神父或修女对话来储存游戏进度；在系列前三作中，玩家主要通过和国王对话的方法储存进度。日本FC平台的前两作通過密码记忆系统記錄進度。如果队伍角色在战斗中全部死亡，团队将损失一半的金钱并回到最近存档之处，同时勇者复活；玩家之后需要给神父或修女付钱来复活其他队员。
在《勇者斗恶龙III 传说的开始》、《勇者斗恶龙VI 幻之大地》、《勇者斗恶龙VII 伊甸的战士们》和《勇者斗恶龙IX 星空的守护者》中，队员可以从几种角色职业中选择一种。每個游戏都有一些特定的职业选项，如僧侣、战士、游玩者、盗贼、战士和魔法师，以及贤者等上级职业。此外《勇者斗恶龙VI》和《VII》还包括怪兽职业。
在《勇者斗恶龙IV 被引导的人们》 中，一种被称作小徽章的新收集道具出现，小徽章是印有五角星的小金币；它们通常对的游戏胜利没有任何影响，但可以用来从特定角色处换得道具。玩家需要从游 戏各处收集它们，並一般通過打开衣柜、打破罐子和木桶、搜查袋子和抽屉獲得。堀井引入它们是想让玩家和前作勇者斗恶龙中一样，有纹章和宝珠這類收集物，但 他不想重复在玩家集齐它们后才能通关的设计。

### 怪兽
勇者斗恶龙中有一些常见的怪兽，其中如史莱姆、多拉基、骸骨、暗影、木乃伊、笑袋和龙。系列中许多怪兽都由鸟山明设计。
一些勇者斗恶龙游戏允许玩家收集怪兽使其成為己方成員。在《勇者斗恶龙IV》中，一个荷依米史莱姆怪兽可在第一章加入队伍。在《勇者斗恶龙V》和《VI》中玩家可以选择怪兽是否加入己方并参加战斗。在《勇者斗恶龙VIII》中玩家可以击败并招收怪兽，并派其在怪獸竞技场中參加战斗。
史莱姆是由鸟山明为《勇者斗恶龙》设计的，并成为了系列官方的吉祥物。系列设计者堀井雄二将该怪兽作为鸟山明画技的引证，称其用“艺术力量让某物看起来像一摊黏液，并用他的想象将其创作为一个伟大角色”。史莱姆是一个看起来像水滴并带有面容的蓝色小团。它在每部勇者斗恶龙中都有出现，并通常成为玩家遇到的首個怪兽。史莱姆的人气促生了衍生作品掌上游戏机作品元气史莱姆系列。

### 洛特
洛特是勇者斗恶龙系列中的传说勇者。系列前三部游戏都和洛特的传说有关，并称为“洛特三部曲”。他在游戏中作为勇者将阿雷夫加德王国从黑暗带向了自由。前三部勇者斗恶龙游戏按情节发生顺序为：《勇者斗恶龙III》、《勇者斗恶龙》和《勇者斗恶龙II》。
在首作《勇者斗恶龙》中，玩家控制的勇者是洛特的后代，并仿照他祖先的旅程来到龙王城堡与其对战。《勇者斗恶龙II》中的勇者们也是洛特的后代， 它们探索包括阿雷夫加德在内更广阔的世界。勇者斗恶龙系列的洛特传说在《勇者斗恶龙III》中完结，在游戏的尾声中，阿雷夫加德国王授予勇者这个国家最高的荣誉“洛特”。该玩家角色的装备在《勇者斗恶龙》和《勇者斗恶龙II》中被称作“洛特之剑”和“洛特之铠”。在《勇者斗恶龙III》中玩家不能为角色起名“洛特”，系统会阻止玩家使用这个名字继续游戏。

### 天空城
天空城在《勇者斗恶龙IV》中作为浮空城堡首次出现；“天空”是《勇者斗恶龙IV》、《V》和《VI》中一些元素的共同描述词。它在这三部游戏中都有出现，使得这些游戏被称为“天空三部曲”。堀井解释这个三部曲一直都并非初衷：“每个勇者斗恶龙作品代表一个新起点和新故事，所以我不想让系列各个游戏中有太多关联。我想可以说，是玩家的想象力将这些游戏按某种方式组织到了一起。”
《勇者斗恶龙IV》的天空城可以通过爬天空塔到达，塔顶的天空城有着通往黑暗世界的洞窟的入口。《勇者斗恶龙V》的天空城沉入了艾尔海文南部的湖中，直到丢失的金珠回归后，城堡才得以在天空自由移动。《勇者斗恶龙VI》的天空城叫做塞尼斯城，它被魔王迪兰封印，并在“梦之世界”的相应位置处留下了一个大洞。 《勇者斗恶龙VI》的梦之世界回归自然状态后，整個世界都不再可見，而唯有天空城是唯一留下并浮在“现实”世界的上方。在三部曲之外，《勇者斗恶龙 III》重制版中的一个城堡也叫做塞尼斯，但其布局和天空系列出现的城堡有所不同。

## 开发
系列的怪兽、角色和封面均由鸟山明设计。勇者斗恶龙系列的音乐由椙山浩一设计。以往的勇者斗恶龙游戏由Chunsoft、Heartbeat、ArtePiazza和Level-5开发。系列由堀井的公司Armor Project掌理、艾尼克斯和史克威尔艾尼克斯发行。

### 历史

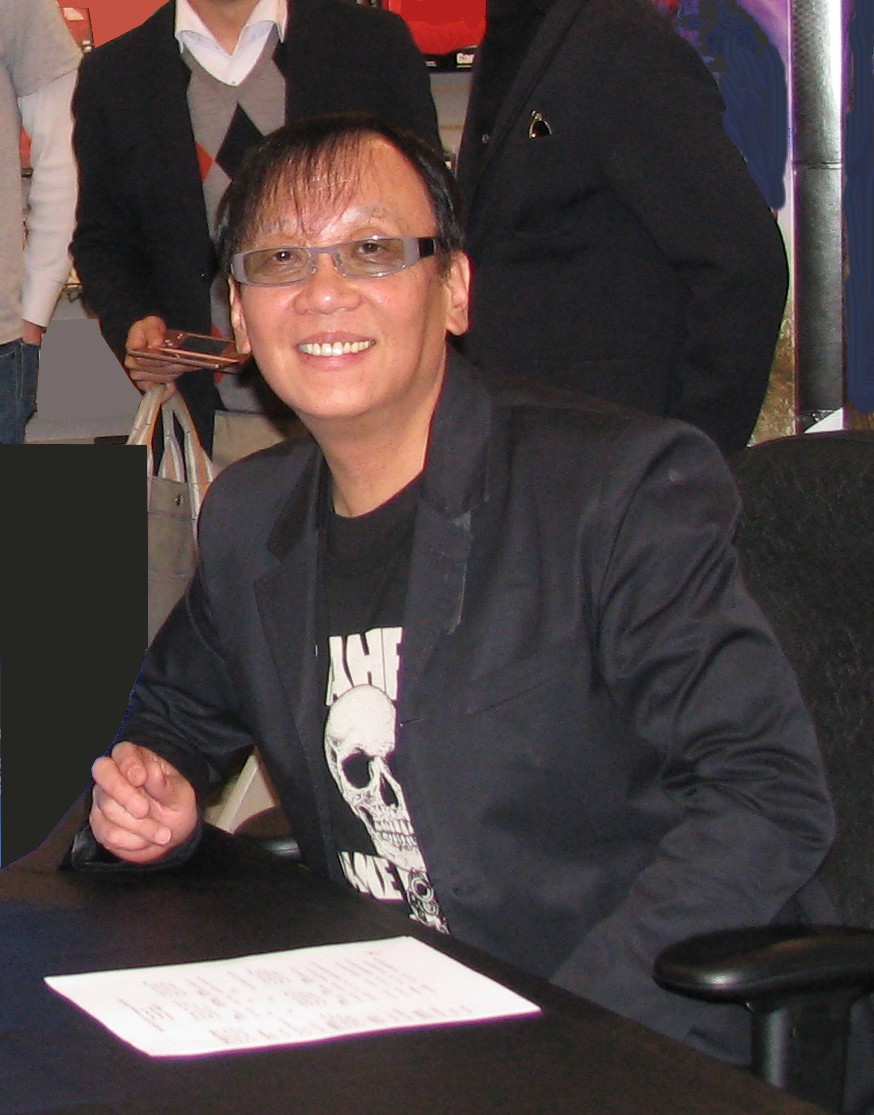
系列生父堀井雄二

1982年艾尼克斯在日本举办的一项电子游戏程序竞赛将许多勇者斗恶龙开发团队成员集合起來，其中就包括创作者堀井雄二。竞赛胜利者堀井获得了奖品——去美国旅行及参观旧金山的1983年度AppleFeat——并在这里发现了电子游戏系列巫术。之后竞赛胜者中村光一、千田幸信和堀井一起为艾尼克斯制作了FC游戏《港口镇连续杀人事件》。以谱写广告歌曲和流行歌曲知名的音乐作曲家椙山浩一曾给艾尼克斯寄了一封明信片，他为软件提出的意见给工作小组留下了深刻印象，之后艾尼克斯请他为一些游戏谱曲。开发团队之后决定制作一款将西方RPG巫术与创世纪元素结合的电子角色扮演游戏。堀井想将RPG的观念带给广大的日本电子游戏受众。他选择FC而不是街机是因为玩家不需要担心“游戏结束”后继续需要花钱，并可以从存档点处继续游戏。在勇者斗恶龙的游戏玩法设计中，堀井使用了创世纪的全屏幕地图，以及巫术面向能力值的战斗设定。为了区别当时其它的电子角色扮演游戏，堀井请在漫画杂志《周刊少年Jump》认识的漫画家，《龙珠》创作者鸟山明设计角色和怪兽。游戏先由堀井初步构思，后由鸟山明在堀井的监督下重新绘制。在堀井最早创作《勇者斗恶龙》时，很多人对剑与迷宫的幻想元素将取代科幻元素在日本流行产生了质疑；然而系列却开始变的非常流行。自此以后堀井成为了游戏的编剧。
前六部勇者斗恶龙故事分为两个三部曲。系列前三部游戏讲述有关传说勇者洛特的故事。《勇者斗恶龙IV》至《VI》的故事围绕着被称作天空城的城堡展开。游戏本传自《勇者斗恶龙VII》之后则为独立游戏。
早期勇者斗恶龙作品在北美为避免和笔纸角色扮演游戏《DragonQuest》冲突而以“Dragon Warrior”为题发行。《DragonQuest》是Simulations Publications在1980年代出版的游戏，1982年公司破产后游戏由TSR有限公司获得。TSR将其作为《龙与地下城》的替代品继续发行至1987年。在2002年7月23日，史克威尔艾尼克斯在美国将“Dragon Quest”注册为说明书、盒式录像带和其它电子游戏软件的商标。在2003年10月8日，史克威尔艾尼克斯申请了一个覆盖范围更广的“勇者斗恶龙”商标。《勇者斗恶龙VIII》成为勇者斗恶龙系列第一个在日本以外以“Dragon Quest”为名发行的作品，这之前的全部游戏都以“Dragon Warrior”为题。
勇者斗恶龙在日本以外并不很成功，相比于另一个RPG系列最终幻想名声黯淡。这是因为艾尼克斯1990年代中期在北美关闭，《勇者斗恶龙V》和《勇者斗恶龙VI》没有在北美官方发行。而在衍生作品《勇者斗恶龙怪兽篇》之前，欧洲也没有任何勇者斗恶龙游戏发行。直到2003年史克威尔和艾尼克斯合并后，勇者斗恶龙游戏才在多个市场发行。在2008年5月，史克威尔艾尼克斯宣布在北美和PAL区本地化《勇者斗恶龙IV》、《V》和《VI》，即常称的天空系列三部曲。随着公告发布，全部的勇者斗恶龙本传游戏都在日本以外发行。第九作于2009年7月11日在日本任天堂DS平台发行，北美版于2010年7月11日发行，欧洲版于2010年7月23日发行。第十作于2012和2013年在日本Wii、Wii U和Windows平台发行。任天堂是勇者斗恶龙本传在日本以外的主要发行商，包括在北美發行了前四作勇者斗恶龙，以及作为《勇者斗恶龙IX》日本以外的全球发行商，北美区任天堂DS版《勇者斗恶龙VI》也由任天堂发行。

### 创作与设计
在设计《勇者斗恶龙》时，堀井为确信操作感觉良好而进行了游戏测试，这包括了微小的细节，如打开一页画面面的速度有多快，或是开门的方式。堀井称“这样或那样的小事情会让控制不舒服。如果节奏不对真的会让玩家恼火。”他相信玩家应该能够不知不觉的控制游戏，这件事是不容易做到的。堀井试图以一种这样的方式设计的游戏：玩家不再需要为弄清楚如何玩游戏而阅读手册或过一遍教程，并试着通过小对话创作引人入胜的故事情节。从《勇者斗恶龙VII》起与堀井一起参与勇者斗恶龙制作的市村龍太郎称，即使不能立刻完全理解堀井意见中的想法，他也会去执行，“很多时候堀井指出的东西我们都不能在第一时间看出，但你最终会明白”。
勇者斗恶龙游戏总体情感是欢快的。在一个典型的勇者斗恶龙情节中，玩家将控制勇者一行，打败通常以某种方式威胁世界的最终邪恶反派。情节线通常由和其他角色相遇的小故事组成。这种刻意设计的线性情节线是为了使不习惯PRG通常较高学习曲线的玩家得到适应。这种游戏设计的目的是为帮助玩家决定何时（以及是否）开始某些故事情节及路线。为了确保玩家继续享受游戏，在非剧情线路上将不会得到各种奖励，在游戏开始时玩家去远方获得的奖励将会降低，这可帮助玩家简化判断他们是否在正确的路线上。玩家不会以完全非线性的方式开始游戏，它们通常会允许玩家在游戏早期的线性部分中以一个非线性方式开始探索开放世界。玩家在角色低等级阶段会更多注重生命值的增加，而在高等级阶段会更加注重成长，虽然额外追加的增长值会随着等级升高而降低。
尽管鸟山后来因《七龍珠Z》的成功而在北美广为人知，但《勇者斗恶龙》发行时在他日本以外还默默无闻。《勇者斗恶龙》的勇者以一种SD的漫画风格绘制，《Dragon Warrior》本地化时则将其按照“中世纪英雄的西方样板”来绘制。尽管在《勇者斗恶龙III》和《IV》的北美游戏手册中，武器和防具更多使用了鸟山明的原版绘画，但这种倾向在前四作中一直延续了下来；虽然手册的绘画被修改，但排版和构成仍然和原版保持相同。
游戏始终带有一些宗教色彩；首作《勇者斗恶龙》之后的游戏的存档以及死亡的角色苏醒都发生在教堂的神职人员处。在《勇者斗恶龙怪兽篇》中，神父在世界地图中徘徊并可以治愈受伤的角色。勇者斗恶龙前四作在进行北美本地化时受到审查，这主要是由于在当时任天堂北美的内容指导方针中，宗教意象和成人内容受到严格限制。而当这些游戏重制于Game Boy Color时，大多数的审查制度都已被废除。从《勇者斗恶龙VII》起的翻译版更严格的遵照了原版游戏。

### 音乐

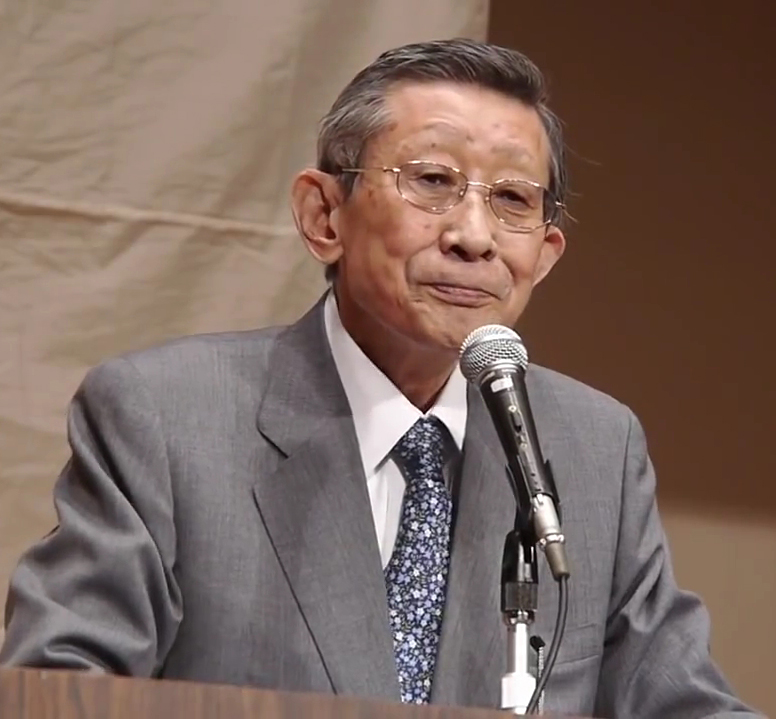
受過古典音樂訓練的作曲人椙山浩一，為系列參與大部分遊戲配乐直至2021年逝世。

勇者斗恶龙的原声由椙山浩一谱曲并编曲。初代《勇者斗恶龙》是椙山继《Wingman 2》后第二个谱曲的电子游戏。他说称其了五分钟时间来谱曲原版开场曲，他的音乐乐旨自第一部游戏后也相对完整的保持了下来。首张专辑以第一部游戏的音乐为基础创作并于1986年发行，之后本传的每个游戏都由一个交响组曲专辑。首张原声碟的“八旋律”自发行后几乎成为了大多RPG原声碟的模板，数百的原声碟也以相似的方式进行组织。首个游戏的古典配乐被认为是电子游戏音乐的革命。
自首部游戏发行的1986年起，系列每部本传都会发行原声音乐，同时日本各地还会举办勇者斗恶龙音乐会。椙山浩一从1987年，每年都會親自舉辦一場演奏勇者斗恶龙的游戏乐曲的“家庭古典音樂會”。截至2012年，家庭古典音乐会已经举办26次。此外勇者斗恶龙系列还发行了其它音乐合辑，如《勇者斗恶龙游戏音乐大合集 Vol.1》等。许多原声音乐由伦敦爱乐乐团演奏，如《交响组曲 勇者斗恶龙 Complete CD-Box》。一些原声碟带有收录游戏原版音乐，如《勇者斗恶龙VI》原声碟。2003年，SME Visual Works发行了《交响组曲 勇者斗恶龙 Complete CD-Box》，其中收录有前七部勇者斗恶龙游戏的音乐。2011年10月5日由国王唱片发行的《交响组曲 勇者斗恶龙 场景分类 I~IX》依照游戏场景分类收录了前九部勇者斗恶龙游戏的267首曲目，专辑由东京都交响乐团演奏。

## 影响与评价
截至2020年全系列的世界累計出貨數與下載版合計已超過8,200萬份，是日本最受欢迎的电子游戏系列之一。至今所有的本传游戏在日本销量均愈100万，日本當地最高销量為超过400万，即為《勇者斗恶龙VII》與《勇者斗恶龙IX》這兩部作品。在2006年日本游戏杂志《Fami通》的史上百佳电子游戏票选中，《勇者斗恶龙III》获第三名、《勇者斗恶龙VII》获第九名、《勇者斗恶龙V》获第十一名、《勇者斗恶龙IV》获第十四名、《勇者斗恶龙II》获第十七名、《勇者斗恶龙》获第三十名。《勇者斗恶龙VI》获第三十四名。在2009年电脑娱乐供应商协会开发者大会上，因在勇者斗恶龙系列中做出的贡献，堀井得到了一个特别奖。
任天堂总裁岩田聪称，勇者斗恶龙的广泛吸引力“使任何人都可以玩它，并且他们都可根据自己不同的层次和兴趣来享受它”。据他称，勇者斗恶龙的设计是使任何人都可以不费力的学会游戏，且无需为此阅读指南手册。史克威尔艾尼克斯的制作人市村龍太郎从小就开始玩勇者斗恶龙，他称勇者斗恶龙的故事情节可以让玩家体验一场扮演英雄拯救世界的动人场景。堀井相信降低游戏初期门槛且不设计的过于简单，既能够吸引休闲玩家群，又不会疏远铁杆玩家。岩田和市村认为这是因为游戏的创作方式让两个群体有各自追求的目标：休闲玩家可以享受剧情和战斗，而那些要求更高者仍有他们所追求的目标。
虽然系列在日本非常流行，但直到2002年，日本的成功并没能传入北美。虽然前四部在北美發行得游戏通常获得好评，但任天堂已经放弃了勇者斗恶龙的卡带；但是这四部游戏在NES上相当受欢迎，其中特别是《勇者斗恶龙III》和《IV》。三宅優認為《勇者斗恶龙》系列在西方世界沒有日本那麼普遍。在日本，紅白機將電子遊戲帶入了一般家庭的生活中，而1986年發行的初代《勇者斗恶龙》在日本人心中與紅白機有緊密的連結，讓人感到懷舊。三宅優認為在西方世界，扮演這角色的是以PlayStation運行的《最終幻想7》，因此《最終幻想》系列在西方世界較為普遍。他也認為鳥山明的畫風也是原因之一。其畫風讓西方人覺得《勇者斗恶龙》是小孩玩的遊戲。但實際上對孩童來說，《勇者斗恶龙》是有點複雜的遊戲，這點對成人參與遊戲也是個障礙。之后直到《勇者斗恶龙VII》的发行，系列才在北美受到好评，尽管当时的评价仍然是褒贬不一。系列在《勇者斗恶龙VIII》时受到普遍赞扬，日本以外的销量页开始增加，《勇者斗恶龙IX》在日本以外售出超过100万份。
初代《勇者斗恶龙》经常被称作第一个游戏机RPG。GameSpot称初代《勇者斗恶龙》是史上最有影响力的15个游戏之一以及“史上最具影响力的的电子角色扮演游戏”，并称自那以后几乎全部的日式RPG的游戏玩法都“以某种方式”来自勇者斗恶龙系列。在回应一个调查时，Gamasutra援引了达特茅斯学院的Quinton Klabon的话：《勇者斗恶龙》将龙与地下城的经验轉化到电子游戏上，并成为此类游戏的标准。《地球冒險》、《龙战士》和《四狂神战记》等遊戲也都從不同方面受到勇者斗恶龙作品的启发。《勇者斗恶龙III》的转职系统在体现在了其它RPG上，其中特别是最终幻想系列。系列早期游戏还被认为影响了龙与地下城的等级系统，如角色早期获得的附加奖励值，以及角色在初始等级的最大生命值具有随机性。《勇者斗恶龙IV》中玩家可以为非玩家角色设定人工智能程序的“战术”系统被认为《最终幻想XII》“策略”系统的先导。《勇者斗恶龙V》的怪兽收集和培养机制成为精灵宝可梦、数码宝贝和卡多邦等诸多怪兽收集RPG的灵感，并开启了遊戲成就收集的现代潮流。《勇者斗恶龙V》还引入了游戏中的怀孕概念。《勇者斗恶龙VI》现实世界与梦世界的设定被认为影响了之后艾尼克斯的PRG《时空之轮》和《最终幻想X》。勇者斗恶龙系列被吉尼斯世界纪录认证，获得了六个吉尼斯世界纪录玩家版的世界纪录。这些纪录包括“最畅销超级任天堂角色扮演游戏”“日本销售速度最快游戏”和“首个赋予芭蕾舞灵感的电子游戏系列”。
无论是正面还是负面评价，评论认为系列的一大特点就是“从未迷失其经典的根源”。和其它现代、复杂的RPG不同，勇者斗恶龙到了DS平台依然沿用其初代的简单游戏方法，许多评论称其清爽而怀旧。争议的焦点主要在于其战斗系统、过简的剧情、缺少个性的角色、（早期作品中）简单原始的图像、以及游戏的总体难度。反驳者的论点称，游戏的长处在于队伍遇到大量非玩家角色的片段式情节；游戏故事避免通俗剧，并且角色比最终幻想的争议之源斯考尔·莱因哈特或泰达更为单纯；战斗简化并可以快速结束。对于难度，堀井雄二将其称为赌博，缺乏存档点和通常困难战斗的目的是为了增加紧张感。因为增加了难度，故游戏也减轻了对队伍死亡的惩罚；和其他游戏相比，勇者斗恶龙只是简单回到之前存档的地方，并损失手上一半的金钱。当被问及对勇者斗恶龙游戏的批评时，堀井说他不介意，因为这意味着批评者玩过游戏，他更希望得到他们的关注而不是依然无所了解。

## 文化影响
从《勇者斗恶龙III》起，路伊达酒吧就出现在勇者斗恶龙游戏中。随着《勇者斗恶龙IX》的发行，该虚构酒吧已经在现实世界出现：东京港區六本木的路伊达酒吧在《勇者斗恶龙IX》发行后成为了一个旅游地点。该场所提供了一个会面地点，可供玩家交换藏宝图和在正常游戏的地图中只能发现一次的角色。玩家经常只为了得到一个有价值的地图，而专程来到這裡。在2011年7月，東京電視臺開始播放勇者鬥惡龍風格的深夜電視劇《勇者義彥和魔王之城》，由山田孝之飾演的主人公義彥仿照了《勇者鬥惡龍V》主角的設定，隨著該電視劇的成功，東京電視臺於2012年10月和2016年10月分别播放續集《勇者義彥和惡靈之鑰》和《勇者義彥和被引導的七人》。
勇者斗恶龙成为了日本的文化现象。据市村龍太郎和堀井雄二称，勇者斗恶龙的流行使其成爲了日本社交的通用主题；系列被日本游戏产业认为是日本的国民游戏以及“日本国民的RPG”。GameSpy的William Cassidy称，“一個常見的説法是如果你让一个日本人画‘黏液’，他将画出一个洋葱形状的最弱游戏敌人”。一个关于《勇者斗恶龙III》发售的都市传说称，日本立法禁止在平日销售勇者斗恶龙游戏，而只能在周末或法定假期等特殊日期銷售 。《III》在日本销售时，超过300名小学生旷课在商店等待游戏出售时被捕。由於《III》開賣當天是非假日，許多學生翹課到店裡排隊購買，甚至有青少年試圖以犯罪方式來獲得遊戲。艾尼克斯公司為被害人無償提供新的遊戲，並將《IV》安排到假日開賣。    传言称，当勇者斗恶龙发行时，生产效率将出现大幅下降，而且抢劫勇者斗恶龙游戏事件很常見，因而国会的举办了听证会，但没有法律通过。然而，每部勇者斗恶龙作品在日本发行的时间都是星期日(來源請求?)，直至被2012年8月2日星期四发行的《勇者斗恶龙X》打破。虽然如此，每一部新勇者斗恶龙的推出都获得了普遍期待。
在2012年愚人节恶作剧中，谷歌在其谷歌地图服务上提供了一个“FC版”地图，其使用了获得许可的勇者斗恶龙画面与音乐。
勇者斗恶龙的音乐在艺术表演的不同领域都产生了影响。其有着第一个电子游戏系列改编的现场芭蕾舞剧，以及音乐会和以勇者斗恶龙世界为基础制作的音频CD。自1987年来，系列音乐每年在日本各地的音乐厅进行演出。早期勇者斗恶龙音乐给植松伸夫的最终幻想音乐集带来了灵感。